# Angie Hart
Angela Ruth Hart, conhecida como Angie Hart (Adelaide, 8 de março de 1972) é uma cantora pop australiana, conhecida por seu papel de vocalista na banda Frente!, sendo uma das fundadoras da banda em 1989.
É também reconhecida pelos seus traços vocais delicados e juvenis, como os de uma pequena garota, e belas e originais canções.

## Biografia
Angela Ruth Hart nasceu em Adelaide, sul da Austrália. Ela tem uma mais velha irmã, Rebecca, que é também música. Seus pais eram cristãos num contexto missionário. A família se mudou para Tasmânia enquanto Angie ainda era um bebê, onde eles viveram em uma comuna cristã, até ela completar dez anos. Então eles se mudaram para Melbourne para unir-se à outra comuna, onde eles permaneceram até Angie ter quinze anos, quando, com a separação de seus pais, a família deixou a igreja completamente.
Foi esta perturbação familiar que a levou até o Punters Club, um local de música ao vivo na rua de Brunswick, em Fitzroy, um dos interiores suburbanos, boêmio e eclético de Melbourne. Ela frequentou o local para jogar sinuca e beber, embora fosse abaixo da idade legal para consumir bebidas alcoólicas. Algumas vezes caiu nas graças do atendente de bar Simon Austion, que a retirava às vezes. A irmã mais velha de Angie também era atendente de bar no Punters em 1989, e quando Austin, um guitarrista e compositor, mencionou que estava iniciando uma banda e estava procurando por um cantor, Becky Hart sugeriu sua irmã pequena Angie. Austin e Angie começaram a escrever canções juntos quase que imediatamente, e com o já contratado baixista Tim O'Conner e baterista Mark Picton, Frente! estava concebido.